# Anke Baier
Anke Baier-Loef (ur. 22 maja 1972 w Eisenach) – niemiecka łyżwiarka szybka, srebrna medalistka olimpijska.

## Kariera
Największy sukces w karierze Anke Baier osiągnęła w 1994 roku, kiedy zdobyła srebrny medal w biegu na 1000 m podczas igrzysk olimpijskich w Lillehammer. W zawodach tych wyprzedziła ją jedynie Amerykanka Bonnie Blair, a trzecie miejsce zajęła Chinka Ye Qiaobo. Na rozgrywanych dwa lata wcześniej igrzyskach w Albertville na tym samym dystansie była dziewiąta. Brała także udział w igrzyskach olimpijskich w Nagano w 1998 roku, ale plasowała się poza czołową dziesiątką. Nigdy nie zdobyła medalu na mistrzostwach świata, jej najlepszym wynikiem było piąte miejsce wywalczone podczas mistrzostw świata w wieloboju sprinterskim w Oslo w 1992 roku. Trzykrotnie zdobywała medale w wieloboju na mistrzostwach świata juniorów: złoty na MŚJ w Calgary w 1991 roku oraz srebrne na MŚJ w Kijowie w 1989 roku i MŚJ w Obihiro w 1990 roku. Kilkakrotnie stawała na podium zawodów Pucharu Świata, jednak nigdy nie zwyciężyła. Najlepsze wyniki osiągnęła w sezonie 1992/1993, który ukończyła na drugiej pozycji w klasyfikacji końcowej 1000 m.
Jej mężem od 1997 roku jest były holenderski panczenista, Arie Loef.